# جائزة ولفسون التاريخية
جوائز ولفسون التاريخية هي جوائز أدبية تُمنح سنويًا في المملكة المتحدة لتعزيز وتشجيع معايير التميز في كتابة التاريخ لعامة الناس. تُمنح الجوائز سنويًا عن عملين أو ثلاثة من الأعمال الاستثنائية التي تم نشرها خلال العام، مع منح جائزة من حين لآخر (جائزة عامة لمساهمة الفرد المتميزة في كتابة التاريخ). يتم منحها وإدارتها من قبل مؤسسة ولفسون، مع اختيار الكتب الفائزة من قبل لجنة من القضاة مؤلفة من المؤرخين البارزين.
من أجل التأهل، يجب نشر الكتاب في المملكة المتحدة، ويجب أن يكون المؤلف بريطانيًا وقت تقديم الجائزة والمقيم عادةً في المملكة المتحدة. يجب أن تكون الكتب قابلة للقراءة وعلمية وأن تكون في متناول القارئ العادي. تُمنح الجوائز في الصيف الذي يلي سنة نشر الكتب ؛ ومع ذلك، حتى عام 1987 تم منح الجوائز في نهاية عام المنافسة.
تأسست الجائزة في عام 1972 من قبل مؤسسة ولفسون، وهي مؤسسة خيرية في المملكة المتحدة، وكانت تعرف في الأصل باسم جوائز ولفسون الأدبية.

## المكرمين
الجوائز بعد عام 2016 لها فائز والقائمة المختصرة.
2019
- ماري فولبروك، حسابات : ميراث الاضطهاد النازي والبحث عن العدالة (مطبعة جامعة أكسفورد)
- جون بلير، بناء الأنجلو سكسونية إنجلترا
- جيريمي مينوت، الطيور في العالم القديم: كلمات مجنحة
- مارجريت لينكولن، التجارة في الحرب: عالم لندن البحري في عصر كوك ونيلسون
- ماثيو ستورجيس، أوسكار: حياة
- مايلز تايلور، الإمبراطورة: الملكة فيكتوريا والهند

2018
- بيتر مارشال، الزنادقة والمؤمنين: تاريخ الإصلاح الإنجليزي (مطبعة جامعة ييل)
- ميراندا كوفمان، تيودورز بلاك: قصة لا حصر لها (منشورات عالم واحد)
- روبرت بيكرز، خارج الصين: كيف أنهى الصينيون عصر الهيمنة الغربية
- ليندسي فيتزاريس، فن الذبح: يسعى جوزيف ليسترز إلى تحويل عالم الطب الفيكتوري المروع
- تيم جرادي، إرث قاتل: اليهود الألمان والحرب العظمى
- يان روجر، هيليغولاند: بريطانيا وألمانيا والنضال من أجل بحر الشمال

2017
- كريستوفر دي هامل، لقاءات مع مخطوطات رائعة: اثنا عشر رحلة في عالم العصور الوسطى (ألين لين)
- دانيال بير، بيت الموتى: المنفى السيبيري تحت القيصر (كتب البطريق)
- كريس جيفن ويلسون، هنري الرابع (مطبعة جامعة ييل)
- ساشا هاندلي، النوم في إنجلترا الحديثة المبكرة (مطبعة جامعة ييل)
- ليندال روبر، مارتن لوثر: المتمردون والنبي (عتيق)
- ماثيو ستريكلاند، هنري الملك الشاب، 1155-1183 (مطبعة جامعة ييل)

2016
روبن لين فوكس، أوغسطين: التحويلات والاعترافات (الكتب الأساسية)
نيكولاس فاخسمان، كوالا لمبور: تاريخ معسكرات الاعتقال النازية (ليتل، براون)
2015
ريتشارد فينن، الخدمة الوطنية: التجنيد في بريطانيا، 1945-1963 (ألين لين، كتب البطريق)
ألكساندر واتسون، حلقة الصلب: ألمانيا والنمسا والمجر في الحرب، 1914-1918 (ألين لين، كتب البطريق)
2014
Cyprian Broodbank، صناعة البحر المتوسط (التايمز وهدسون)
كاثرين ميريديل، القلعة الحمراء: القلب السري لتاريخ روسيا (ألين لين، كتب البطريق)
2013
كريستوفر دوغان، أصوات الفاشية: تاريخ حميم لإيطاليا موسوليني (بويدل برس)
سوزان بريجدين، توماس وايت: غابة القلب (فابر وفابر)
2012
سوزي هاري، نيكولاس بيفسنر: الحياة (تشاتو وويندوس)
ألكسندرا والشام، إصلاح المناظر الطبيعية (مطبعة جامعة أكسفورد)
2011
روث هاريس، رجل جزيرة الشيطان: القضية التي قسمت فرنسا (ألين لين، كتب البطريق)
نيكولاس توماس، سكان الجزر: المحيط الهادئ في عصر الإمبراطورية (مطبعة جامعة ييل)
2010
دومينيك ليفن، روسيا ضد نابليون: المعركة من أجل أوروبا، 1807-1814 (ألين لين: مطبعة البطريق)
جوناثان سومبشن، المنازل المقسمة: حرب المائة عام (المجلد 3) (فابر وفابر)
2009
ماري بيرد، بومبي: حياة مدينة رومانية (كتب شخصية)
مارغريت ماكجوان، الرقص في عصر النهضة: الأزياء الأوروبية، الهوس الفرنسي (مطبعة جامعة ييل)
2008
جون داروين، بعد تامرلين: قصة الإمبراطورية العالمية (ألين لين)
روزماري هيل، مهندس الله: بوغين ومبنى رومانسي بريطانيا (ألين لين)
2007
آدم توز، " أضرار الدمار: صناعة وكسر الاقتصاد النازي" (Allen Lane: Penguin Press)
كريستوفر كلارك، مملكة الحديد: صعود وسقوط بروسيا، 1600-1947 (Allen Lane: Penguin Press)
فيك جاتريل، مدينة الضحك: الجنس والسخرية في لندن في القرن الثامن عشر (كتب أتلانتيك)
2006
إيفلين ولش، التسوق في عصر النهضة (مطبعة جامعة ييل)
كريستوفر ويكهام، تأطير العصور الوسطى المبكرة: أوروبا والبحر الأبيض المتوسط، 400-800 (مطبعة جامعة أكسفورد)
2005
ديفيد رينولدز، قائد التاريخ: تشرشل يقاتل ويكتب الحرب العالمية الثانية (ألين لين: مطبعة بينجوين)
ريتشارد أوفري، الطغاة: ألمانيا هتلر ؛ روسيا ستالين (ألين لين: مطبعة البطريق)
2004
ديارميد ماكولوتش، الإصلاح: تقسيم منزل أوروبا 1490-1700 (ألين لين: مطبعة البطريق)
فرانسيس هاريس، تحولات الحب: صداقة جون إيفلين ومارغريت جودلفين (مطبعة جامعة أكسفورد)
جوليان تي. جاكسون، سقوط فرنسا: الغزو النازي عام 1940 (مطبعة جامعة أكسفورد)
2003
روبرت غيلديا، ماريان في السلاسل: بحثًا عن الاحتلال الألماني (ماكميلان)
ويليام دالريمبل، المغول الأبيضون: الحب والخيانة في الهند في القرن الثامن عشر (هاربر كولينز)
2002
باري كونليف، مواجهة المحيط: المحيط الأطلسي وشعوبه (مطبعة جامعة أكسفورد)
جيري وايت، لندن في القرن العشرين: مدينة وشعوبها (فايكنغ)
2001
إيان كيرشو، هتلر، 1936-1945: العدو (آلن لين)
مارك مازاور، البلقان ( ويدنفلد ونيكولسون)
روي بورتر، التنوير: بريطانيا وخلق العالم الحديث (ألين لين)
2000
أندرو روبرتس، سالزبوري: الفيكتوري تيتان (ويدنفلد ونيكولسون)
جوان بورك، تاريخ حميم للقتل (كتب جرانتا)
1999
أنتوني بييفور، ستالينغراد (فايكنغ)
أماندا فيكيري، ابنة الرجل المحترم: حياة النساء في إنجلترا الجورجية (مطبعة جامعة ييل)
1998
جون بروير، متعة الخيال: الثقافة الإنجليزية في القرن الثامن عشر (هاربر كولينز)
باتريشيا هوليس جيني لي: حياة (مطبعة جامعة أكسفورد)
1997
أورلاندو فيغز، مأساة الشعب: تاريخ الثورة الروسية (جوناثان كيب)
1996
قوات حرس السواحل الهايتية ماثيو، جلادستون 1875-1898 (مطبعة جامعة أكسفورد)
1995
فيونا ماك كارثي، ويليام موريس: حياة من أجل عصرنا (فابر وفابر)
John CG Rohl The Kaiser and Court: Wilhelm II and the Government of Germany (Cambridge University Press)
1994
باربرا هارفي، المعيشة والموت في إنجلترا، 1100–1540: التجربة الرهبانية (مطبعة جامعة أكسفورد)
روبرت بارتليت، صناعة أوروبا: الفتح والاستعمار والتغيير الثقافي، 950-1350 (فايكنغ)
1993
روبرت سكيدلسكي، جون ماينارد كينيز: الخبير الاقتصادي كمنقذ، 1920-1937 (بان ماكميلان)
ليندا كولي، البريطانيون: تزوير الأمة 1707-1837 (مطبعة جامعة ييل)
1992
آلان بولوك وهتلر وستالين: حياة موازية (هاربر كولينز)
جون بوسي، جيوردانو برونو وشؤون السفارة (مطبعة جامعة ييل)
1991
كولين بلات، هندسة بريطانيا في العصور الوسطى: تاريخ اجتماعي (مطبعة جامعة ييل)
1990
دونالد كاميرون وات، كيف جاءت الحرب: الأصول المباشرة للحرب العالمية الثانية، 1938-1939 (وليام هاينمان)
ريتشارد أ. فليتشر، The Quest for El Cid (هوكينسون)
1989
بول كينيدي، صعود وسقوط القوى العظمى: التغيير الاقتصادي والصراع العسكري من 1500 إلى 2000 (أونوين هيمان)
ريتشارد إيفانز، الموت في هامبورغ: المجتمع والسياسة في سنوات الكوليرا، 1830-1910 (مطبعة جامعة أكسفورد)
1988
لا جائزة
1987
RR ديفيز، الفتح، التعايش، والتغيير: ويلز، 1063-1415 (مطبعة جامعة أكسفورد)
جون بيمبل، العاطفة المتوسطية: الفيكتوريون والإدوارديون في الجنوب (مطبعة جامعة أكسفورد)
1986
JH إليوت، الكونت دوق أوليفاريس: رجل الدولة في عصر الانخفاض (مطبعة جامعة ييل)
جوناثان إسرائيل، يهود أوروبا في عصر التجارة، 1550-1750 (مطبعة جامعة أكسفورد)
1985
جون جريج، لويد جورج، من السلام إلى الحرب 1912-1916 (ميثون)
ريتشارد دافنبورت-هاينز، دودلي دوكر: حياة وأوقات محارب تجاري (مطبعة جامعة كامبريدج)
1984
أنتونيا فريزر، سفينة ويكر (ويدنفلد ونيكولسون)
موريس كين، Chivalry (مطبعة جامعة ييل)
1983
مارتن جيلبرت، ونستون س. تشرشل: ساعة خيرة، 1939-1941 (هاينمان)
كينيث روز، جورج الخامس (ويدنفلد ونيكولسون)
1982
جون ماكمانرز، الموت والتنوير: تغيير المواقف تجاه الموت بين المسيحيين وغير المؤمنين في فرنسا في القرن الثامن عشر (مطبعة جامعة أكسفورد)
1981
جون وون بورو، منحدر ليبرالي: المؤرخون الفيكتوريون والماضي الإنجليزي (مطبعة جامعة كامبريدج)
1980
FSL Lyons، Culture and Anarchy in Ireland، 1890–1939 (Oxford University Press)
روبرت إيفانز، صناعة ملكية هابسبورغ، 1550-1700: تفسير (مطبعة جامعة أكسفورد)
1979
ريتشارد كوب، الموت في باريس: سجلات Basse-Geôle de la Seine، أكتوبر 1795 - سبتمبر 1801، Vendémiaire Year IV-Fructidor Year IX (Oxford University Press)
ماري سواميس، كليمنتين تشرشل: سيرة زواج (كاسيل)
كوينتين سكينر، أسس الفكر السياسي الحديث (مطبعة جامعة كامبريدج)
1978
اليستير هورن، حرب السلام الوحشية : الجزائر، 1954-1962 (ماكميلان)
1977
دينيس ماك سميث، الإمبراطورية الرومانية لموسوليني (لونجمان وشركاه)
سيمون شاما، الوطنيون والمحررون: الثورة في هولندا 1780-1813 (كولينز)
1976
نيكولاس بفسنر، تاريخ أنواع المباني (التايمز وهدسون)
نورمان ستون، الجبهة الشرقية: 1914-17 (هودر وستوتون)
1975
فرانسيس دونالدسون، إدوارد الثامن (ويدنفلد ونيكولسون)
أولوين هوفتون، فقراء فرنسا في القرن الثامن عشر 1750-1789 (مطبعة جامعة أكسفورد)
1974
موسى فينلي، الاقتصاد القديم (تشاتو وويندوس)
ثيودور زيلدين، فرنسا، 1848-1945: الطموح والحب والسياسة (مطبعة جامعة أكسفورد)
1973
فرانسيس ييتس، The Rosicrucian Enlightenment (Routledge & Keegan Paul)
WL Warren، Henry II (Eyre & Spottiswoode)
1972
مايكل هوارد، الإستراتيجية الكبرى: أغسطس 1942 - سبتمبر 1943 (مكتب قرطاسية صاحبة الجلالة)
كيث توماس، الدين وتراجع السحر (ويدنفلد ونيكولسون)
- 2005 - كريستوفر بايلي
- 2002 - روي جينكينز
- 2000 - آسا بريجز
- 1997 - اريك هوبسباوم
- 1982 - ستيفن رانسيمان
- 1981 - أوين تشادويك
- 1978 - هوارد كولفين
- جوائز آلان بول للتاريخ المحلي
- جائزة ويتفيلد

## روابط خارجية
- موقع جائزة وولفسون للتاريخ